# Mathias Sweder
Mathias Sweder, född 1690 troligen i Åbo, död 14 juni 1774 i Stockholm, var en svensk jurist, ämbetsman och politiker.
Mathias Sweder var sno till juristen Matthias Swederus. Han studerade 1705–1713 vid Åbo akademi och inskrevs 1714 vid Uppsala universitet, sedan han tillsammans med fadern flytt från Finland undan ryssarna. Efter fullbordade studier blev han assistent vid Stockholms politikollegium. Då staden Alingsås 1730 ställdes under inseende av därvarande manufaktursocietet, utnämndes Sweder på förslag av styrelsen för manufakturverket till justitiarius med uppgift att handha ordningen inom staden. Senare blev Sweder även Jonas Alströmers condirektör och slutligen vice direktör vid manufakturverket. Vid riksdagen 1738–1739 representerade han manufaktursocieteten i borgarståndet. 1742 förflyttades han åter till Stockholm som direktör och vice preses i Hall- och manufakturrätten. Denna domstol, som även kom att spela en allt större roll som exekutivt organ för subventionspolitiken, blev en härd för intriger och stridiga meningar, vilket även ledde till friktioner mellan Sweder och rättens preses Samuel Ekerman. Sedan Samuel Ekerman 1746 blivit stadssekreterare, önskade Thomas Plomgren och hans vänner bland manufakturidkarna Sweder till preses. Efter lång väntan på grund av meningsskiljaktigheter i de avgörande instanserna erhöll Sweder denna värdighet 1748 tillsammans med rådmans namn och heder.